# Залісся (Тульчинський район)
Залі́сся — село в Україні, у Крижопільській селищній громаді Тульчинського району (до 2020 року Крижопільський район) Вінницької області. Населення становить 36 осіб.

## Історія
7 (20) листопада 1917 року, відповідно до Третього Універсалу Української Центральної Ради, увійшло до складу Української Народної Республіки.
12 червня 2020 року, відповідно до Розпорядження Кабінету Міністрів України від  № 707-р «Про визначення адміністративних центрів та затвердження територій територіальних громад Вінницької області», увійшло до складу Крижопільської селищної громади.
19 липня 2020 року, в результаті адміністративно-територіальної реформи та ліквідації Крижопільського району, село увійшло до складу Тульчинського району.

## Населення

### Мова
Розподіл населення за рідною мовою за даними перепису 2001 року:
| Мова       | Кількість | Відсоток |
| ---------- | --------- | -------- |
| українська | 35        | 97.22%   |
| російська  | 1         | 2.78%    |
| Усього     | 36        | 100%     |